# Punta Rocas

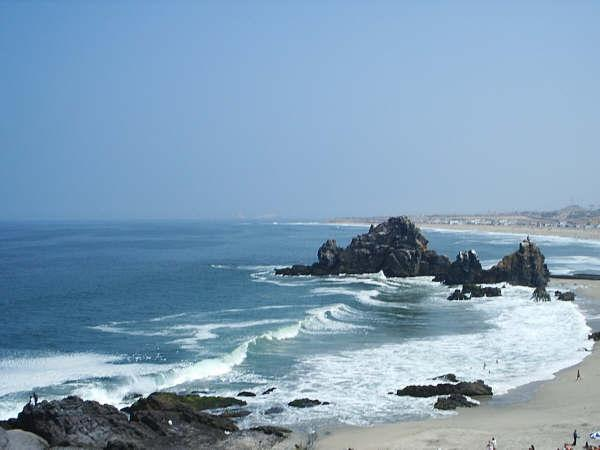

Punta Rocas é uma praia localizada no distrito de Punta Negra, Lima, Peru. É um dos principais palcos de competições de surf do sul de Lima. Em 1965 sediou o campeonato mundial de surf, sendo campeão peruano Felipe Pomar. Em 2014, sediou os ISA World Surfing Games. Também é utilizada para a prática de esportes como bodyboard, paddle boarding, futebol e vôlei de praia.
Foi utilizado para o surf nos Jogos Pan-Americanos de Lima 2019. Alberga o Complexo Desportivo do Surf Praia Ponta Rochas – Ponta Negra para a prática de surfe com um capacidade para 2 mil pessoas.

## Localização
Está localizado no distrito de Ponta Negra, em Lima, Peru. Encontra-se no km 43 da estrada Pan-Americana Sul. Entre penhasco de pedras e as orlas do mar.

## Temperatura
A temperatura média é de 16 °C. Em verão atinge os 28 °C. e em inverno não baixa dos 12 °C.